# 1883 у літературі

## Твори
- Сон Макара — оповідання Володимира Короленко

## Народились
- 10 січня - Олексій Толстой, російський письменник (помер 1945 р.)
- 20 січня - Форрест Вілсон, американський журналіст і автор (помер 1942)
- 15 лютого - Sax Rohmer (Артур Генрі Ворд), англійський письменник (помер 1959)
- 20 лютого - Наоя Сіга, японський письменник (помер 1971)
- 9 березня - Умберто Саба, італійський поет і романіст (помер 1957)
- 17 березня - Урмуз, румунська письменниця короткої прози (померла 1923)
- 30 квітня - Ярослав Гашек, чеський письменник (помер 1923)
- 3 червня - Франц Кафка, чеський письменник, що писав німецькою (помер 1924)

## Померли
- 14 березня: Карл Маркс — німецький філософ (нар. 1812).